# 比尔·加内特
威廉·帕特里克·加内特（英語：William Patrick Garnett，1960年4月22日—），美国NBA联盟前职业篮球运动员。他在1982年的NBA选秀中第1轮第4顺位被达拉斯小牛选中。